# Jan van Marnix
Jan van Marnix (Brussel, tussen 14 februari 1537 en 14 februari 1538 – Oosterweel, 13 maart 1567) was een Zuid-Nederlandse edelman, broer van Filips van Marnix van Sint-Aldegonde.

## Biografie
Jan van Marnix (Frans: Jean de Marnix), heer van Toulouse, was lid van het Eedverbond der Edelen, waarin hij het calvinistisch-adellijk element vertegenwoordigde. Hij maakte het ontwerp voor het eerste Smeekschrift der Edelen en was een van de eerste geuzenleiders. Op 1 maart 1567 probeerde hij zich met Jan Denys en Pieter Haeck meester te maken van Fort Rammekens en Vlissingen, wat mislukte. Ze keerden terug naar hun geuzenkamp in Oosterweel ten noorden van Antwerpen. Daar werden ze op 13 maart 1567 door de regeringstroepen aangevallen. De hulp vanuit de stad werd onmogelijk gemaakt omdat Oranje en het stadsbestuur besloten de poorten te sluiten. Marnix sneuvelde vrij gewelddadig in de Slag bij Oosterweel, nadat hij tevergeefs zijn leven probeerde te redden door losgeld aan te bieden.

Jan van Marnix trouwde met Katharina van Goor, uit een Gelders gezin. Ze kregen één kind, Ursula.

## Voorouders
| Voorouders van Jan van Marnix | Voorouders van Jan van Marnix                                | Voorouders van Jan van Marnix                                | Voorouders van Jan van Marnix                                | Voorouders van Jan van Marnix                                | Voorouders van Jan van Marnix                                | Voorouders van Jan van Marnix                                | Voorouders van Jan van Marnix                                | Voorouders van Jan van Marnix                                |
| ----------------------------- | ------------------------------------------------------------ | ------------------------------------------------------------ | ------------------------------------------------------------ | ------------------------------------------------------------ | ------------------------------------------------------------ | ------------------------------------------------------------ | ------------------------------------------------------------ | ------------------------------------------------------------ |
| Overgrootouders               | Claude de Marnix ∞ Marie de Vaudan                           | Claude de Marnix ∞ Marie de Vaudan                           | Jean de Cerff (1447–????) ∞ Marguerite van Haesebroeck (–)   | Jean de Cerff (1447–????) ∞ Marguerite van Haesebroeck (–)   | ? (–) ∞ ? (–)                                                | ? (–) ∞ ? (–)                                                | Philips van Spangen ∞ Anna van Bergen de Glymes              | Philips van Spangen ∞ Anna van Bergen de Glymes              |
| Grootouders                   | Jean de Marnix (1483–1532) ∞ Jeanne de Cerff (1472–1507)     | Jean de Marnix (1483–1532) ∞ Jeanne de Cerff (1472–1507)     | Jean de Marnix (1483–1532) ∞ Jeanne de Cerff (1472–1507)     | Jean de Marnix (1483–1532) ∞ Jeanne de Cerff (1472–1507)     | Henri de Haméricourt ∞ Elisabeth van Spangen                 | Henri de Haméricourt ∞ Elisabeth van Spangen                 | Henri de Haméricourt ∞ Elisabeth van Spangen                 | Henri de Haméricourt ∞ Elisabeth van Spangen                 |
| Ouders                        | Jacques de Marnix (1510–1557) ∞ Marie de Haméricourt (-1540) | Jacques de Marnix (1510–1557) ∞ Marie de Haméricourt (-1540) | Jacques de Marnix (1510–1557) ∞ Marie de Haméricourt (-1540) | Jacques de Marnix (1510–1557) ∞ Marie de Haméricourt (-1540) | Jacques de Marnix (1510–1557) ∞ Marie de Haméricourt (-1540) | Jacques de Marnix (1510–1557) ∞ Marie de Haméricourt (-1540) | Jacques de Marnix (1510–1557) ∞ Marie de Haméricourt (-1540) | Jacques de Marnix (1510–1557) ∞ Marie de Haméricourt (-1540) |
| Jan van Marnix (1537–1567)    |                                                              |                                                              |                                                              |                                                              |                                                              |                                                              |                                                              |                                                              |

## Voetnoten
1. ↑  Karel Kinds, Kroniek van de Opstand in de Lage Landen, 1555-1609, Deel I, p. 50; Pieter Serrien, In opstand! De geuzen in de Lage Landen, p. 148-161.
2. ↑  Jean de Marnix, Nieuw Nederlandsch biografisch woordenboek, Deel 3, 1914, P.J. Blok, P.C. Molhuysen, col. 821.

- Biografisch Portaal: 11633129
- Gemeinsame Normdatei: 138904243
- International Standard Name Identifier: 0000 0000 7074 5623
- Nederlandse Thesaurus van Auteursnamen: 091210984
- Virtual International Authority File: 95516469
- WorldCat: E39PBJdWHWfGGGqptY34p9yrv3